# Adela Sánchez Cantos de Escobar
Adela Sánchez Cantos de Escobar (1857-?) fue una narradora, dramaturga y articulista española.

## Biografía
Nació en 1857, posiblemente en Toledo, ciudad donde pasó parte de su vida ya que hay constancia de su presencia en múltiples actos culturales de la ciudad como, por ejemplo, en la Solemnidad científica y literaria celebrada el día 26 de septiembre de 1880 en honor de Melchor Sánchez de Toca y médicos de la Beneficencia provincial de Toledo (Toledo: Fando e hijo, 1880) o en una velada literaria musical en el teatro Rojas, de Toledo, el día 12 de junio de 1880.
Adela Sánchez tuvo cierto prestigio como escritora e intelectual en su época motivado por su precocidad en la aparición en los círculos culturales del país. Comenzó a publicar con quince años en El Correo de la Moda en marzo de 1872 siendo remitida por M. Ibo Alfaro. Después, colaboró con varios medios de comunicación como El Correo de la Moda (de Madrid), La Ilustración Artística (de Barcelona), La Madre de Familia (de Granada), El Autógrafo (de Madrid), La Ilustración de los Niños (de Madrid), La Época (de Madrid) y la Revista Compostelana (de Santiago de Compostela).

## Movimiento literario
Olga Bezhanova, profesora en la universidad de Cornell, introduce a nuestra autora en el movimiento Bildungsroman, en la etapa del romanticismo. Bildungsroman son las obras de crecimiento de todos los autores, pero en las autoras las obras de crecimiento son continuas. Las autoras muestran el miedo a crecer y ponen énfasis en la obediencia marcada por la posición de la mujer en la sociedad. Las autoras del siglo XIX ya no tienen la necesidad de publicar bajo un pseudónimo masculino pero sí piden perdón por su atrevimiento de escribir y publicar.

## Producción literaria
Su producción literaria está compuesta sobre todo por novelas y cuentos. Destaca su precoz novela El fruto de la envidia (Madrid: Imprenta C. de los Ferrocarriles, 1872), que fue anunciada por M. Ibo Alfaro en una carta preliminar dirigida al director de la publicación El Volante: "Primer destello de un genio de quince abriles". La obra fue acogida por los lectores y fue necesario otra edición en 1875.
En 1875 publicó su segunda novela, titulada La víctima de su ambición (Madrid: Berenguillo impr., 1875), en la línea de la novela realista y burguesa decimonónica. En 1877, su tercera novela Venganza y abnegación (Madrid: Imprenta de "El Tiempo", 1877). Además, Adela Sánchez publicó Para ellas (Barcelona: Montaner y Simón, ed., 1896), una colección de relatos y novelitas breves destinadas por la autora al público femenino. También, según una reseña en El Imparcial en marzo de 1882, escribió un libro llamado Tras una sombra que se considera perdido.
Respecto a sus obras de creación dramática, sólo se tiene noticia de una de ellas, la titulada La mártir de su honra, un drama compuesto de dos actos que fue representada por primera vez el 30 de noviembre de 1878 en el teatro Rojas de Toledo. La obra fue un éxito por desgracia no se conserva ningún ejemplar de la obra. Tampoco se conoce ninguna otra obra teatral.